# Ломы (Ульяновский район)
Ломы — поселок в Ульяновском районе Ульяновской области. Входит в состав Большеключищенского сельского поселения.

## География
Находится на расстоянии примерно 26 километров по прямой на юго-запад от центра города Ульяновск. Расстояние до райцентра — 55 км, ближайшая железнодорожная станция «Красный Гуляй» — 7 км. 

## История
В 1892 году на арендованной у лесхоза земле, на месте поселка Лом поселились 2 арендатора - Кузнецов (фельдшер Екатериненской фабрики) и Назаров. 
В 1896 году 11 батраков из села Смородино купили у Кузнецова и Назарова по 10 десятин земли и построили еще 11 домов. Так был основан хутор Ломы. Название хутора взято от Ломовского лесокардона. Хутор Лом относился к Большеключищенской волости Симбирского уезда. До 1935 года хуторяне занимались единоличным хозяйством. 
В 1913 году в эстонском хуторе Ломы было 10 домов, население составляло 43 человека.
В 1935 году в хуторе был организован колхоз «Эдази». Хутор «Широкий» тоже вошёл в этот колхоз. Всего земли в колхозе на день организации было 190 десятин. В Ломах — 18 хозяйств, в "Широком" — 13. В колхозе было — 19 лошадей, 10 косуль, две конные молотилки, 6 плугов, 20 борон. Первый председатель колхоза — Перемень Владимир Кузьмич, затем — Лукс Теннис Яковлевич. 
В 1935 году в Ломах впервые демонстрировалось кино. 
В 1936 году в Ломах открыта начальная школа, площадью в 25 кв. м. Первая учительница — Петерсон Эльма Александровна. 
В 1939 году был построен новый магазин, первым продавцом стал Эрикма Иван Яковлевич. 
В 1941 году земли колхоза расширили за счёт панских полей. 
В Великой Отечественной войне участвовали 24 человека, погибли 10 человек. 
После войны в посёлок начали поселяться русские и чуваши.
В 1946 году в Ломах появился первый трактор. Первый тракторист — Николай Ванярин. 
В 1949 году в Ломах открыли избу-читальню. Первый избач — Богачев А.Н. 
В 1952 году колхоз «Эдази» объединился с колхозом хутора Белов и Печелка в один колхоз «Победа».
В 1955 году была открыта сельская библиотека. Первый библиотекарь — Иванова Мария Ивановна. 
В 1957 году в Ломах проведён телефон. 
В 1958 году колхоз «Победа» реорганизован в 3-е отделение совхоза «Красная Звезда» (с. Большие Ключищи).
В 1954 году в Ломах открыт медицинский пункт медработник — Кузнецова В. В. 
В 1960 году была построена новая начальная школа площадью 72 кв. м., а так же в этом же году в Ломах появилась своя передвижная электростанция. 
В 1967 году в поселок провели радио.

## Население
Население составляло 230 человек в 2002 году (русские 44%, чуваши 44%), 219 по переписи 2010 года.

## Достопримечательности
- Межрегиональный фестиваль авторской и патриотической песни «Ломы» (с 1984 года, с 2002 года ежегодно)[3][4][5][6].
- 10 августа 2023 года в посёлке состоялось открытие памятника в честь земляков, участников российского нападения на Украину[7][8].
- У посёлка находится детский лагерь «Огонёк»[9][10].